# Resolutie 941 Veiligheidsraad Verenigde Naties
Resolutie 941 van de Veiligheidsraad van de Verenigde Naties werd unaniem aangenomen op 23 september 1994.

## Achtergrond
In 1980 overleed de Joegoslavische leider Tito, die decennialang de bindende kracht was geweest tussen de zes deelstaten van het land. Na zijn dood kende het nationalisme een sterke opmars, en in 1991 verklaarden verschillende deelstaten zich onafhankelijk. Zo ook Bosnië en Herzegovina, waar in 1992 een burgeroorlog uitbrak tussen de Bosniakken, Kroaten en Serviërs. Deze oorlog, waarbij etnische zuiveringen plaatsvonden, ging door totdat er in 1995 vrede werd gesloten.

## Inhoud

### Waarnemingen
De Veiligheidsraad had informatie gekregen over ernstige schendingen van het internationaal humanitair recht tegen de niet-Servische bevolking in gebieden in Bosnië en Herzegovina die onder Bosnisch-Servische controle waren. Hun terreurcampagne en etnische zuiveringen noopten tot ernstige bezorgdheid. Ook weigerden zij de Verenigde Naties toe te laten tot hun gebieden. Er werd erkend dat het Joegoslavië-tribunaal hier bevoegd was, en dat er een einde moest komen aan de etnische zuiveringen.

### Handelingen
Alle partijen in het conflict waren gebonden aan het humanitair recht en specifiek de Geneefse Conventies. Alle schendingen ervan, en etnische zuivering in het bijzonder, werden scherp veroordeeld. Opnieuw werd bevestigd dat alle verklaringen en acties die onder dwang gebeurden, en vooral met betrekking tot grondgebied, nietig waren, en dat alle ontheemden in vrede naar hun huizen moesten kunnen terugkeren.
De Veiligheidsraad eiste dat de Bosnische Serviërs meteen stopten met hun campagne van etnische zuivering en dat ze de VN toegang zouden geven tot de betrokken gebieden. Secretaris-generaal Boutros Boutros-Ghali moest ervoor zorgen dat UNPROFOR daar ingezet werd zodra dat mogelijk werd. Ook moest hij dringend rapporteren over de uitvoering van deze resolutie.

## Verwante resoluties
- Resolutie 914 Veiligheidsraad Verenigde Naties
- Resolutie 936 Veiligheidsraad Verenigde Naties
- Resolutie 942 Veiligheidsraad Verenigde Naties
- Resolutie 943 Veiligheidsraad Verenigde Naties

Lijst ·  893 ·  894 ·  895 ·  896 ·  897 ·  898 ·  899 ·  900 ·  901 ·  902 ·  903 ·  904 ·  905 ·  906 ·  907 ·  908 ·  909 ·  910 ·  911 ·  912 ·  913 ·  914 ·  915 ·  916 ·  917 ·  918 ·  919 ·  920 ·  921 ·  922 ·  923 ·  924 ·  925 ·  926 ·  927 ·  928 ·  929 ·  930 ·  931 ·  932 ·  933 ·  934 ·  935 ·  936 ·  937 ·  938 ·  939 ·  940 ·  941 ·  942 ·  943 ·  944 ·  945 ·  946 ·  947 ·  948 ·  949 ·  950 ·  951 ·  952 ·  953 ·  954 ·  955 ·  956 ·  957 ·  958 ·  959 ·  960 ·  961 ·  962 ·  963 ·  964 ·  965 ·  966 ·  967 ·  968 ·  969